# Байкин, Всеволод Сергеевич
Все́волод Серге́евич Ба́йкин (Wsiewołod Bajkin, 1898 год, Вильна, Российская империя — после 1930-х / 1989, Вильна, Польша) — русский эмигрантский поэт, журналист и публицист.

## Биография
Родился в 1898 году в Вильне. Работал главным редактором московского журнала «Свободный час».
В 1918 году опубликовал книгу с параллельным текстом «Антология: Избранные стихи римских поэтов» (М., 1918), поместив в неё свои переводы Катулла, Тибулла и проч. «Помещенный в ней текст стихотворения Галла — возможно, мистификация: подробная биография этого современника Катулла известна, но от его поэтического наследства достоверно сохранилась лишь одна строка».
Во время Гражданской войны эмигрировал в Польшу, где стал проживать в Варшаве. C 1921 по 1925 год принадлежал русской эмигрантской литературной группе «Таверна поэтов».
Возвратившись в Вильну, с 1930 года преподавал русский язык и древнерусскую литературу в Университете Стефана Батория. Проживая в Вильне, участвовал в работе Литературно-артистической секции Виленского Русского Общества и литературной группы «Виленское содружество поэтов».
Написал несколько русских пособий для поляков. Писал литературные статьи для французской и русской эмигрантской периодической печати. Сотрудничал с польским литературным журналом «Środy Literackie». Был автором литературных рецензий русских писателей и поэтов в бюллетене «Balticoslavica» Института по изучению Восточной Европы. Сотрудничал с польской Литературной ассоциацией имени Адама Мицкевича.
Сотрудничал в газетах русских и польских — Środy Literackie (Литературные Среды), помещал рецензии на публикации о русских писателях в бюллетене Института исследований Восточной Европы Balticoslavica.
В учебник для военных включил тексты с армейской и военной тематикой из русской классической и современной литературы, принадлежащие таким авторам, как М. А. Шолохов, М. А. Алданов, П. Н. Краснов.
C конца 1930-х гг. судьба его не прослеживается.

## Сочинения
- Антология. Избранные стихи римских поэтов / С лат. Пер. Всеволод Байкин. — М.: Тип. Культура, 1918. — 24 с.; 14х9 см. — 1000 экз.
- Książka po rosyjsku. Wypisy rosyjskie akcentowane ułożył Wsiewołod Bajkin. Wilno 1934. Tow. Wydawnicze «POGOŃ», Drukarnia «PAX», ul. Św. Ignacego Nr 5.